# Tamiops
Il genere Tamiops (Allen, 1906) comprende animali simili a scoiattoli, nativi dell'Asia meridionale.

## Descrizione
I Tamiops sono caratterizzati da 5 strie scure sul dorso, alternate a strie chiare, che hanno loro fruttato il nome di scoiattoli striati (usato anche per altri generi di Sciuridi).
La lunghezza del corpo va da 10 a 16 cm, coda esclusa.

## Habitat e areale
Il genere è diffuso nell'Himalaya, nella Cina meridionale (fino a Taiwan) e in Indocina.
I Tamiops abitano le foreste tropicali e temperate.

## Sistematica
Il genere Tamiops viene inserito nella famiglia dei Callosciurini, all'interno della famiglia degli Sciuridi e dell'ordine dei Roditori.
Attualmente, vengono riconosciute quattro specie:
- Tamiops macclellandii (Horsfield 1840), India settentrionale, Indocina e Cina meridionale (sin. Tamiops macclellandi)
- Tamiops maritimus (Bonhote 1900), Cina sud-occidentale, Taiwan, Vietnam, Laos
- Tamiops rodolphii (Milne Edwards 1867), Cambogia, Laos, Tailandia, Vietnam (sin. Tamiops rodolphei)
- Tamiops swinhoei (Milne Edwards 1874), entroterra della Cina (dallo Yunnan allo Hebei), regioni confinanti della Birmania e del Vietnam

Peraltro, secondo IUCN , il genere abbisogna di una revisione sistematica, che potrebbe variare sia il numero di specie che la loro esatta definizione.